# Beato de Tábara
El Beato de Tábara es una de las veintisiete copias conservadas del conjunto de comentarios patrísticos sobre el Libro de la Revelación, recopilados por el monje Beato a finales del s. VIII en el monasterio de San Martín de Turieno (Liébana). Fue iniciado en el año 968 por Magio, maestro de San Salvador de Tábara y continuado por su discípulo Emeterio tras su muerte. Se termina el 27 de julio de 970. Actualmente se encuentra en el Archivo Histórico Nacional de Madrid (Cod. 1097B).

## El Comentario original
El manuscrito es una de las copias que se hicieron entre el siglo IX y XIII del Beato de Liébana, obra recopilatoria de diferentes textos sobre El Apocalipsis de San Juan realizada en el 776 en Liébana (actual Cantabria). Este Comentario tiene muy pocos añadidos del monje Beato, que se limitó a recoger alrededor de una docena de textos procedentes de varios Padres y Doctores de la Iglesia, primando los escritos del monje norteafricano Ticonio. El libro fue dividido en 68 storiae, cada una de ellas seguida de un comentario o explanatio de uno de estos autores, creando de esta forma uno de los Comentarios al Apocalipsis más extensos. Además de la explanatio, cada storiae fue ilustrada dependiendo del contenido del texto, otro de los motivos por el cual el texto fue tan influyente y copiado.
Del Beato de Liébana se extrajeron numerosas copias entre los siglos IX y XIII, comúnmente reconocidas como los “Beatos”. Según John W. Williams, estas copias pueden ser clasificadas en dos ramas. La Rama I corresponde con las reproducciones más cercanas a la obra original y cuyas ilustraciones se disponían en las columnas del texto. La Rama II engloba a aquellas copias en las que las miniaturas se dotan de marcos y de fondos pintados.

## El monasterio
El Beato de Tábara es uno de los textos realizados en el monasterio de San Salvador de Tábara. En él, se habrían creado algunos de los códices más importantes de la Edad Media en España aparte del mencionado, como el beato de Morgan o el de Gerona, todos ellos con la misma diagramación.

El monasterio fue fundado por San Froilán siguiendo la iniciativa del rey Alfonso III de León, como se muestra en su biografía intercalada en la Biblia de 920 en la Catedral de León. En ella, se narra como el rey envía a Froilán y su discípulo Atilano al norte de Zamora para establecer dos monasterios:
"Edificó el monasterio de Tábara, donde congregó seiscientos servidores de Dios, de ambos sexos"
Aunque se ha acordado que el número de seiscientos es una exageración, es común en la historiografía asociar este “monasterio de Tábara” al de San Salvador como uno de los monasterios más ambiciosos fundados en el área, favoreciendo la consideración de este para algunos autores como “la cuna del renacimiento de los beatos”. El monasterio era dúplice y fue fundado a finales del siglo IX. El templo conservado actualmente es posterior, dedicado ahora a Santa María.

## Adquisición
Actualmente, el Beato de Tábara se encuentra en el Archivo Histórico Nacional de Madrid, adscrito como Cod. 1097B y recibido antes de 1872 por la Escuela Superior de Diplomática donde Ramón Álvarez de la Braña, funcionario del Cuerpo Facultativo de Archiveros y Bibliotecarios de la Biblioteca Pública de León, lo compra. Si bien no se sabe cómo llegó en un primer lugar a León, Gregorio de Andrés sostiene que pudo haberse encontrado en Guadalupe entre el 1590, momento en el que Bartolomé Valverde aconseja al rey Felipe II adquirir tal escrito y 1770, todavía sin ser trasladado.

## Inscripción y Autoría
En cuanto a la autoría del texto, el texto bajo la gran omega del colofón nos da bastantes pistas sobre ella:
"En verdad bienaventurado tú, que yaces en el claustro enterrado en un sarcófago. Él deseaba [llevar] este volumen a su finalización, también cosido. El presbítero y converso Magio, distinguido maestro pintor, abandonó el trabajo empezado cuando se encaminó por siempre al encuentro de Cristo en la festividad de San Fausto, el 13 (de octubre), el primero de noviembre tuvo su triduo y murió en la era 1006 [= año 968].
Mas yo, Emeterio, presbítero y discípulo formado por mi maestro el presbítero Magio mientras quisieron que él elaborase el libro a su Señor, me llamaron al monasterio de Tábara bajo la protección de San Salvador y de ellos lo recibí empezado. Desde el primero de mayo hasta el 27 de julio logré finalizar el libro. Que mi maestro con todo su magisterio merezca ser Coronado con Cristo. Amén.
¡Oh torre de Tábara, alta y pétrea! Arriba [está] el primer aposento, donde Emeterio durante aproximadamente tres meses se sentó un tanto encorvado y con todo su vigor puso a prueba la pluma. Se terminó el libro el 27 de Julio, en la era 1008 [= año 970], hora octava [= dos de la tarde].”
El texto fue iniciado por el monje y presbítero Magio en el monasterio de San Salvador de Tábara hasta el 13 de octubre de 968, momento en el que su discípulo Emeterio es enviado a Tábara para completar el manuscrito en los siguientes tres meses, completándolo el 27 de julio de 970. Además de la nota en el colofón, en la hoja 170 se conserva la firma del escriba Monnius en letras capitales ("Monniu presbiter scripsit").
El códice está formado por 171 hojas escritas en tinta y cuerpo organizado en cuaterniones (cuatro bifolios, ocho páginas). El texto estaba organizado en dos columnas con letra visigótica libraría (también llamada mozárabe). De ellas, Magio realizó hasta hoja 71 y el resto sería completado por el escriba Monnius. El papel de Emeterio se limitaría a realizar los rótulos de las inscripciones y las miniaturas, entre ellas, la conocida primera representación de un scriptorium en el arte occidental. En ella, se pueden observar en el scriptorium dos personas con inscripciones sobre sus cabezas: uno de ellos es Emeterio y el otro Sennior, aunque la participación de este último en la elaboración del Comentario no está clara. Un último monje cortando pieles también tiene una inscripción, aunque se conserva pésimamente.
Estos autores son conocidos por la elaboración de otras copias del Beato de Liébana. Según John W. Williams el monje Magio es la misma persona que Maius, autor del Beato de Morgan y uno de los mejores conservados dentro de la Rama II. Además, se sabe que tanto Emeterio como Sennior participaron conjuntamente en la elaboración del Beato de Gerona cinco años después.

## Influencias
Aunque el Beato de Tábara es un documento importante, destaca más por su valor arqueológico antes que el artístico ya que nos ha llegado demasiado mutilado, únicamente conservándose once ilustraciones en buen estado y otras tres muy estropeadas. Aun así, conocemos bien su programa pictórico gracias a la copia realizada de la obra llamada el Beato de las Huelgas, datado de 1220 en su colofón. También sirvió de modelo para el Beato de Gerona y el de Manchester.
Gran parte de las influencias en cuanto al estilo llegan al Beato por Maius. Es considerado “distinguido maestro pintor” por su discípulo Emeterio al revolucionar las formas en las que se representaban las miniaturas en el Beato de Morgan: Maius dará cierta autonomía a las imágenes, enmarcándolas y separándolas del texto. Además, se toma de él la forma de rellenar los fondos con bandas polícromas al modo de la pintura Mozárabe, así como la presentación de la escritura y las iniciales decorativas de menor tamaño. Sin embargo, las pinturas de Emeterio no logran la energía y brillantez polícroma del Beato de Morgan, sino que se aprecia una tendencia a la simplificación y una preferencia por la simetría axial sobre la calidad narrativa.
Dentro del árbol genealógico sobre las copias del Comentario original de 776 propuesto por John W. Williams, el Beato de Tábara se agruparía dentro de la Rama II-b, derivada de las copias mozárabes. Esta se origina en el siglo X cuando los beatos se vuelven populares tras la llegada de un nuevo Milenarismo, derivando en un aumento del contenido textual con la inclusión de las tablas genealógicas de Cristo y el Libro de Daniel escrito por San Jerónimo, ya presentes en otros Comentarios como el de Morgan. La aparición de las genealogías sobre el principio de los tiempos contrastarían con el tema principal del beato, encerrando un sentido de la Encarnación en el programa. Además, las influencias mozárabes se mezclan con elementos originarios de la miniatura carolingia, así como la producción bíblica de la abadía de Saint Martin de Tours en el diseño de las iniciales y posiblemente en el diseño de los marcos en las ilustraciones.
De este modo, en el scriptorium representado en la última hoja se presenta cierto andalusismo en las formas laberínticas de la planta baja y la decoración de cuadrados azules y naranjas. En la omega del colofón se observan figuras en el exterior de la curva que se asemejan a pendones andaluces. Por otro lado, la influencia carolingia se aprecia en las puntas de la omega, con el alternado de líneas paralelas y arcos entrelazados.

## ElScriptorium
La turre tabarense alta et lapidea que aparece en el colofón ha sido comparada desde Gómez Moreno con la torre precedente a la actual románica en la iglesia de Santa María de Tábara, a pesar de que no existen pruebas directas para ello. Sin embargo, en ella se conservan todavía restos de un arco de herradura que da a la torre y a la que se debía acceder por una escalera, así como restos epigráficos y escultóricos altomedievales. Entre ellos se encuentran restos del que podría ser el sarcófago del autor del Beato de Morgan, Maius.
De ser las hipótesis ciertas, en esta torre se habrían creado algunos de los códices más importantes de la Edad Media en España. Dentro de la torre en la miniatura, se conserva la primera representación occidental de un scriptorium, lugar donde los monjes realizaban e iluminaban los textos. Localizado en el último folio del libro, se muestra un estudio con dos escribas ataviados como monjes, sujetando con una mano un libro y con la otra un stylus. En la sala contigua, aparece otra figura sentada cortando piel de oveja o ternera con tijeras, proceso inicial de un manuscrito realizado en el pergaminarium. Aunque parece no haber ventanas, en la realidad seguramente fuera un lugar bien iluminado.
Como se ha escrito antes, el espacio la zona del scriptorium se ha asociado excepcionalmente a una torre, probablemente debido al carácter defensivo de estas tierras durante la Reconquista. Comparado con el scriptorium del Plano de Sankt Gallen, de 150 metros cuadrados y siete pupitres, la sala es bastante más modesta. Ambos parecen estar en el segundo piso, aunque uno se trata de una representación ideal y otro de una supuestamente realista.
En el resto de la imagen, se puede ver a un monje en la planta baja tocando las campanas, así como un hombre en cada uno de los tres niveles superiores subiendo por una escalera. El último piso presenta dos antepechos saledizos de madera, dos campaniles para marcar las horas y alertar el peligro, rematado en un tejado a cuatro aguas (al igual que en Santa María de Tábara). El conjunto tiene un carácter esquemático y simbólico, que se puede ver en el uso del color con fondos heráldicos donde las tintas juegan un papel decorativo.
Cabe aclarar que es un dibujo ilusorio, con una fuerte desproporción en los pisos que aumentan a medida que se acercan al coronamiento. Además, el scriptorium (lugar donde trabajaba Emeterio, autor de la miniatura), ocupa casi el doble que los pisos de la torre. Por último, proporciones jerárquicas en las personas las organizan según la importancia para el autor: Emeterio y Sennior son de mayor tamaño que el pergaminero, a su vez mayor que los hombres anónimos en las escaleras.
Algunos autores opinan que este folio, correspondiente al colofón y a la torre, provenían junto con las dos genealogías del principio del texto de otro manuscrito ya que se divisan cortes en las últimas páginas para ajustarse al tamaño del códice. Sin embargo, las investigaciones de John Williams indican una relación entre estas miniaturas y el texto de los folios del Beato de Tábara.